# أكيرا كاجيوارا
أكيرا كاجيوارا (باليابانية: 梶原 公) (4 يونيو 1987 في أويتا في اليابان – )؛ هو لاعب كرة قدم سابق كان يلعب كلاعب وسط.

## وصلات خارجية
- أكيرا كاجيوارا على موقع عالم كرة القدم.نت (الإنجليزية)